# ستيوارت هاميروف
ستيوارت هاميروف (ولد في 16 يوليو 1947) هو طبيب تخدير وأستاذ في جامعة أريزونا معروف بدراساته عن الوعي وادعائه المثير للجدل بأن الوعي ينشأ من حالات الكم في الأنابيب الدقيقة العصبية. وهو المنظم الرئيسي لمؤتمر علم الوعي.

## المهنية
حصل هامروف على درجة البكالوريوس من جامعة بيتسبرغ وشهادة الدكتوراه في الطب من مستشفى جامعة هانيمان، حيث درس قبل أن يصبح جزءًا من كلية الطب بجامعة دريكسيل. حصل على تدريب في مركز توسون الطبي في عام 1973. ومنذ عام 1975 وما بعده، أمضى كامل حياته المهنية في جامعة أريزونا، وأصبح أستاذاً في قسم التخدير وعلم النفس ومدير مركز دراسات الوعي، على حد سواء في 1999، وأخيرا أصبح أستاذ في علم التخدير وعلم النفس في عام 2003.

## الفرضيات
في بداية مسيرة هاميروف، أثناء عمله في هانيمان، أبدى البحث العلمي المرتبط بالسرطان اهتمامه بالدور الذي تلعبه الأنابيب المجهرية في انقسام الخلايا، مما دفعه إلى التكهن بأنهم يسيطرون عليها بشكل ما من أشكال الحوسبة. كما اقترح أيضًا أن جزءًا من حل مشكلة الوعي قد يكمن في فهم عمليات الأنابيب الدقيقة في خلايا المخ، والعمليات على المستوى الجزيئي وفوق الجزيئي.
عمليات الأنابيب الدقيقة معقدة بشكل ملحوظ ودورها منتشر في العمليات الخلوية؛ هذه الحقائق أدت إلى تكهنات بأن الحساب الكافي للوعي قد يحدث بطريقة ما هناك. وتناقش هذه الأفكار في كتاب هاميروف الأول الحوسبة في نهاية المطاف (1987). تناولت المادة الرئيسية من هذا الكتاب نطاق معالجة المعلومات في الأنسجة البيولوجية وخاصة في الأنابيب الدقيقة وأجزاء أخرى من الهيكل الخلوي. جادل هاميروف أن مكونات الهيكل الخلوي دون العصبي هذه يمكن أن تكون الوحدات الأساسية للمعالجة بدلاً من الخلايا العصبية نفسها. كان الكتاب في المقام الأول يهتم بمعالجة المعلومات، مع الوعي الثانوي في هذه المرحلة.
بشكل منفصل عن هاميروف، نشر الفيزيائي الرياضي الإنجليزي روجر بنروز كتابه الأول عن الوعي، العقل الجديد للإمبراطور، في عام 1989.على أساس نظريات غودل الناقصة، جادل بأن الدماغ يمكن أن يؤدي وظائف لا يمكن لأي كمبيوتر أو نظام من الخوارزميات القيام بها. من هذا يمكن أن يتبع ذلك أن الوعي نفسه قد يكون غير خوارزمي في الأساس، وغير قادر على أن يكون على غرار كنوع جهاز تورينج الكلاسيكية للكمبيوتر. وهذا يتعارض مع الاعتقاد بأنه يمكن شرحه ميكانيكيا، والذي كان سائدا في مجال الذكاء الاصطناعي في ذلك الوقت.
رأى بنروز أن مبادئ نظرية الكم توفر عملية بديلة يمكن من خلالها أن ينشأ الوعي. وجادل كذلك بأن هذه العملية غير الخوارزمية في الدماغ تتطلب شكلاً جديدًا من خفض الموجة الكمومية، في وقت لاحق بالنظر إلى الحد من الهدف من الاسم (OR)، والذي يمكن أن يربط الدماغ بهندسة الزمكان الأساسية. في هذه المرحلة، لم يكن لديه أفكار دقيقة حول كيفية إنشاء مثل هذه العملية الكمية في المخ. علاوة على ذلك، انتقدت أفكار بينروز على نطاق واسع من قبل علماء الأعصاب، والمنطقين والفلاسفة، وخاصة جروش وتشرشلاند.
استلهم هاميروف من كتاب بينروز كتاب بينرو للاتصال بنروز بشأن نظرياته الخاصة حول آلية التخدير، وكيف يستهدف الوعي على وجه التحديد من خلال العمل على الأنابيب الدقيقة العصبية. التقى الاثنان في عام 1992، واقترح هاميروف أن الأنابيب الدقيقة كانت موقعًا جيدًا مرشحًا لآلية الكم في الدماغ. كان بنروز مهتمًا بالميزات الرياضية لشبكة الأنابيب المجهرية، وتعاون الاثنان على مدار العامين المقبلين في صياغة نموذج الوعي الهدف (Orch-OR) لتخفيض الهدف. بعد هذا التعاون، نشر بينروز كتابه الثاني للوعي، ظلال العقل (1994).
على مر السنين منذ عام 1994، كان هاميروف نشطًا في الترويج لنموذج الوعي Orch-OR من خلال موقعه على الإنترنت ومحاضراته.

## الأنتقادات
تعرضت هذه النسخة الأكثر تطوراً من أفكارهم للهجوم على نطاق واسع، ولا سيما في عام 2000 من قبل الفيزيائي ماكس تيغمارك، الذي قدر أن الحالات الكمومية في الأنابيب المجهرية ستبقى لمدة 10-13 ثانية فقط، وجيزة جدًا بحيث لا تكون لها أي أهمية بالنسبة للعمليات العصبية.  رد هاميروف والفيزيائيان سكوت هاجان وجاك توسينسكي على تيغمارك بحجة أنه يمكن حماية الأنابيب الدقيقة ضد بيئة المخ، وأن تيغمارك قد استخدم معاييره الخاصة لتقليل وظيفة الموجة، ولم يستخدم بنروس أور، وهو الافتراض الأساسي وراء النظرية بأكملها. في عام 2014، تم العثور على تأكيد تجريبي للدروع، وأبرزها التماسك الكمومي في الأنابيب الدقيقة، من قبل أنربان بانديوبادهياي. 

## نحو علم الوعي
كان هاميروف هو المنظم الرئيسي لاجتماع توكسون نحو علم الوعي في عام 1994 والذي جمع ما يقرب من 300 شخص مهتمون بدراسات الوعي (على سبيل المثال، ديفيد تشالمرز وكريستوف كوخ وبرنارد بارز وروجر بينروز وبنجامين ليبرت). يظل هاميروف مشاركًا في تنظيم هذا المؤتمر السنوي المؤثر (أصبح الآن علم الوعي). يُعتبر المؤتمر الأول على نطاق واسع حدثًا بارزًا في مجال دراسات الوعي، ومن خلال الجمع بين الباحثين من مختلف التخصصات أدى إلى تضافر جهود مفيدة مختلفة، مما أدى بشكل غير مباشر، على سبيل المثال، في تشكيل جمعية الدراسة العلمية للوعي، وبشكل مباشر أكثر في إنشاء مركز دراسات الوعي في جامعة أريزونا، والتي هاميروف هو الآن مديراً له. يستضيف مركز دراسات الوعي اجتماعات حول دراسة الوعي كل عامين، فضلا عن رعاية الحلقات الدراسية حول نظرية الوعي. ووصفت مجلة وقائع التعليم العالي المؤتمر بأنه «عرض ستيوارت»، وأن جوه الذي «يذهب إلى أي شيء» يضر بمصداقية هذا المجال.
في عام 2006، شارك هاميروف في المؤتمر الأول وراء الاعتقاد، حيث تعرضت نظرياته لانتقادات حادة من قبل لورانس كراوس، من بين أمور أخرى.